# Chatroom
Chatroom - "Sala de bate-papo" é um filme britânico de drama-suspense lançado em 2010 e dirigido por Hideo Nakata. O enredo narra como se conheceram em uma sala de bate-papo cinco jovens, os quais influenciam o mal comportamento uns dos outros.

## Enredo
Jovens se conhecem em salas de bate-papo, e, muito frequentemente, as reuniões se dão na sala chamada "Chelsea teens!", ou, simplesmente, "Jovens de Chelsea!". A sala de bate-papo é retratada nas telas como se estivessem numa sala da vida real, onde as pessoas conversam como em um "chat" na tela de um computador. Após um pedófilo se passar por uma menina e acessar a sala de conversa, eles instalam uma senha para tornar a sala menos suscetível a eventos como esse. O mau comportamento da personagem principal rapidamente cria problemas para seus pais que tentam, como castigo, tomar a posse de seu computador. As coisas aos poucos vão se complicando com crime, polícia, arma e a tentativa de um suicídio.

### Elenco
- Aaron Johnson - William
- Imogen Poots - Eva
- Matthew Beard – Jim
- Hannah Murray – Emily
- Daniel Kaluuya – Mo
- Megan Dodds – Grace
- Michelle Fairley – Rosie
- Nicholas Gleaves – Paul
- Jacob Anderson – Si
- Tuppence Middleton – Candy
- Ophelia Lovibond – Charlotte
- Richard Madden – Ripley
- Gerald Home – Layton

## Produção
O filme foi rodado no início de 2010 en Shepperton, Surrey, em seus estúdios, com algumas cenas filmadas ao ar livre em Camden e Primrose Hill. O filme é baseado no roteiro de Enda Walsh, a qual escreveu o roteiro da peça homônima.

## Lançamento
O filme foi premiado em uma seção do Un Certain Regard no Festival de Cannes 2010. O lançamento aconteceu de verdade no final de 2010. Em setembro de 2010, o filme conseguiu um distribuidor britânico.